# Потикевич-Заболотна Марія Василівна

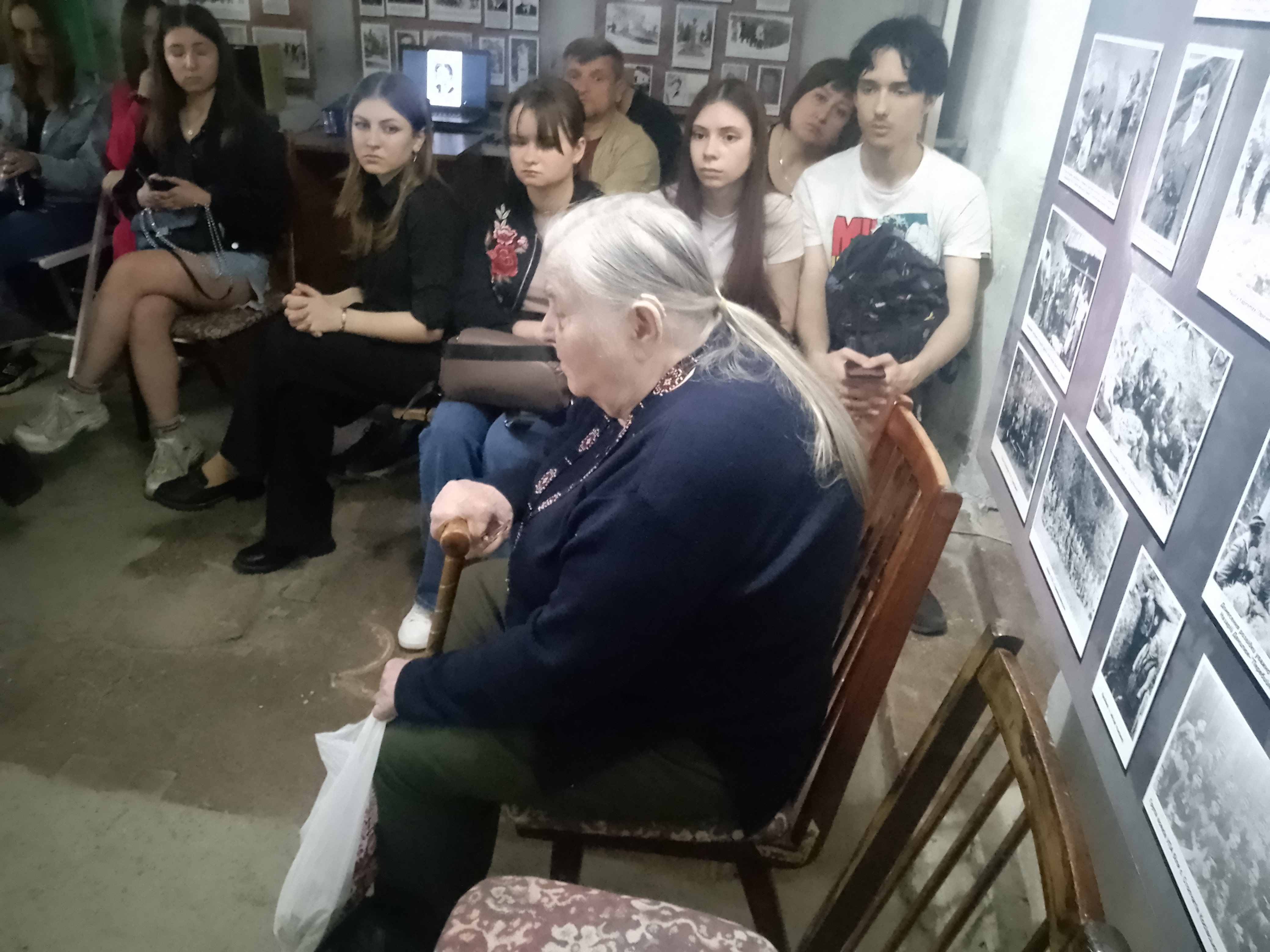
Гичка Стефанія – редакторка книг поетеси на ювілейному заході до 100-річчя Марії Потикевич-Заболотної

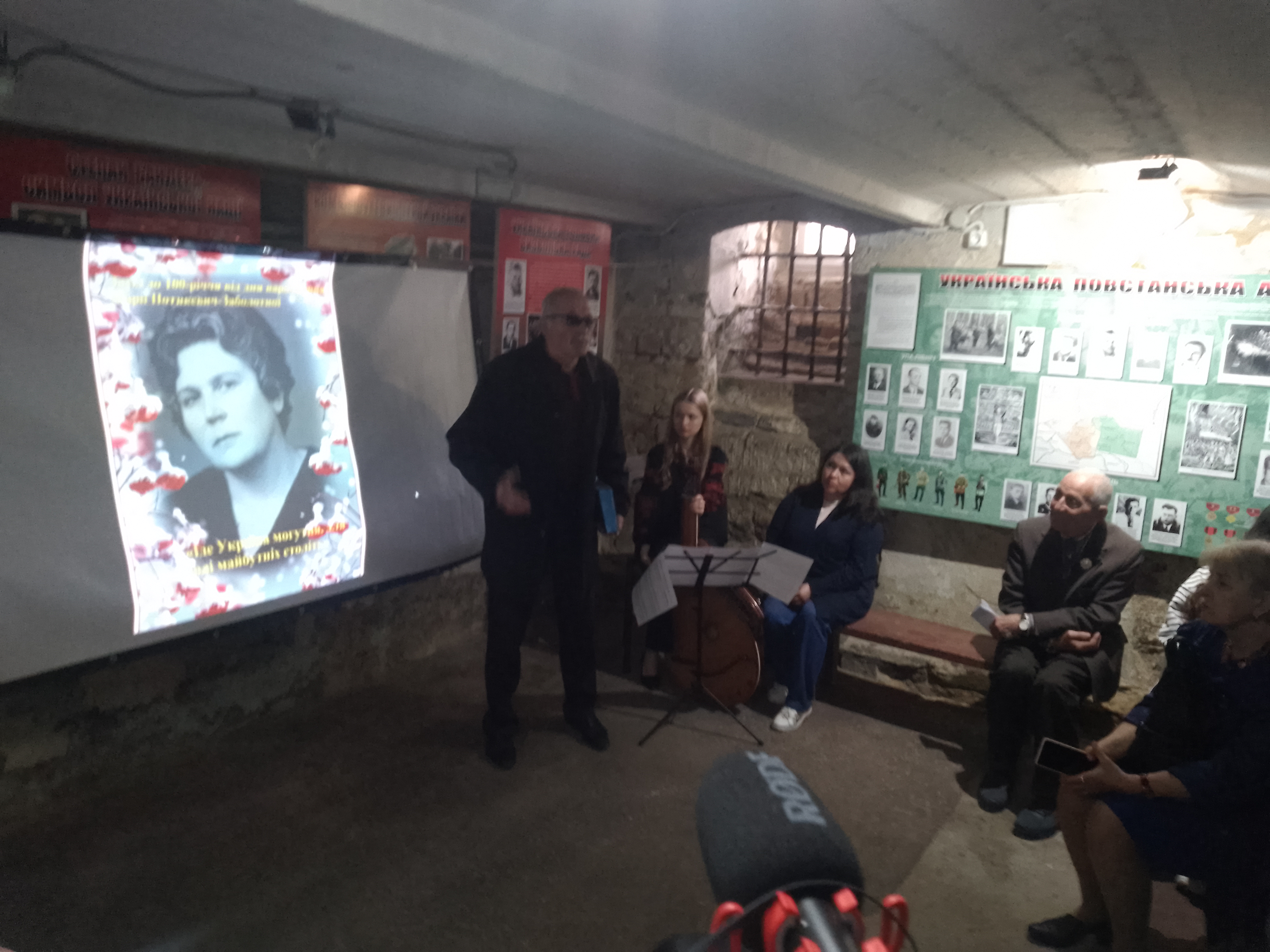
Володимир Мармус, Ігор Олещук, Оксана Гладка, Галина Ткачук на ювілейному заході

Марія Василівна Потикевич-Заболотна (1 травня 1924, с. Оришківці, нині Тернопільська область — 29 січня 2007, м. Чортків, Тернопільська область) — учасниця національно-визвольних змагань, медсестра УПА, політв'язень, поетеса. Син пані Марії — український актор, громадський та релігійний діяч Володимир Заболотний.

## Життєпис

### Дитинство
Марія Потикевич народилася в учительській родині. Виховувалася спочатку старшою сестрою Євою, потім — дядьком Онуфрієм та його дружиною Марією, бо батьки передчасно померли. Навчалася в початковій школі с. Оришківці, згодом — у Чортківській гімназії. У 1940 р. втекла з дому до Львова шукати тітку Єву.

### Юність
У липні 1941 року у Львові вступила в юнацьку організацію ОУН, склавши присягу.
Познайомилася із студентом Львівського політехнічного інституту Володимиром Чайківським із с.Підлисся, у якого закохалася. У січні 1943 із телеграми дізналася, що німцями та поляками вбитий її коханий під час виконання завдання ОУН. Звістку розділила із Грицем Дулином і Володимиром Заболотним — товаришами Чайківського по підпільній роботі.

### Діяльність в УПА
Закінчила курси медсестер і під час окупації німцями Львова 1942 року пішла на Волинь в УПА з групою повстанців. У підпіллі Марію називали «Василихою», «Монашкою» або «Марусею». Перебувала у відділі «Енея», працювала у похідному шпиталі, який розміщувався на возі. Вона надавала першу медичну допомогу пораненим, була зв'язковою. У 1944 була в санітарній частині на околицях Рівного.
25 березня 1946 року заарештували в потягу, коли їхала зі Львова в Рівне, в вагоні знайшли зброю. Півтора року перебувала у Рівненській, Львівській, Чортківській в'язницях.
Уночі 10 серпня 1947 року через увесь Львів босоніж повели на станцію. Повантажили в товарні вагони і повезли до Сибіру. Засудили Марію до 10 років таборів у Комі АРСР і 5 років позбавлення громадянських прав із конфіскацією майна. Відбуває заслання у таборі «Сельськохозяйственный ОЛП № 1 (оздоровительный пункт)» в Ухті під номером 222 1ч., корчуючи пеньки, працюючи у цеху швейної майстерні, у лікарні.

### Шлюб
Після звільнення у 1956-му вийшла заміж за політв'язня Володимира Заболотного з Бердо (околиця Чорткова), який помер у 1988.
21 березня 1956 народила дочку Стефанію, з якою і повернулася в Україну. Згодом народила ще двох дітей.

### Життя у вільній Україні
До виходу на пенсію пані Марія працювала у Чортківській районній лікарні дитячою медсестрою. Очолювала місцеву спілку політв'язнів та репресованих, була активною учасницею Конгресу українських націоналістів, видала кілька поетичних книжок. Нагороджена орденом княгині Ольги ІІІ ступеня.
Знято заборону переписки з колишніми політв'язнями. Друзі передали збережені вірші та пісні, написані поетесою в таборах Ухти, Воркути.
Померла Марія Потикевич-Заболотна на 83-му році життя у Чорткові. Поховали учасницю збройної боротьби за Українську державу на Чортківському кладовищі.

## Творча діяльність
Свої твори, написані в Ухті та Воркуті, називала «тюремними», «таборовими»
- «Складаю пісню»
- «Дитині, що буде жити не за ґратами»
- «Пташечка у стрісі знає, де наш відділ»
- «Угорі на ґратах пташечка сидить…»
- «Ти не побачиш моєї могили, вінок терновий не покладеш»
- «Прокляттям кінця вже немає»
- «Нічого не хочу — лиш волі, лиш волі»
- «Таборова мрія»
- «Подруго моя, не сумуй...»[5]

Повстанські пісні:
- «Зберігай хоч у снах»
- «Встає соборна вільна Україна»
- «Іде Україна могутня, для волі майбутніх століть»
- «Їм дорогий той дім, що потрібен усім — самостійна соборна держава»
- «За волю, за державу й честь»
- «Державу рятуймо з усіх своїх сил»
- «У центрі Європи стоїть Україна»

Громадянська лірика: «Політичні в'язні», «Дорога додому», «Держави ми не мали, лиш ярмо», «Герої України», «Крути», «День незалежності», «Україна» та інші.
Багато віршів покладені на музику:
- «Мамина пісня»
- «Співай, співай…»
- «Зоні Гресько із Трускавця»
- «Це тільки мрія»[6]

Пише також вірші-молитви, колискові, пісні.

## Видання, публікації
- Потикевич-Заболотна М. Ціна свободи [Текст] / Потикевич-Заболотна М. — Тернопіль, 2008. — 192 с.
- Потикевич-Заболотна М. Ціна свободи [Текст] / Потикевич-Заболотна М. — Чортків, 2004. — 180 с.
- Потикевич-Заболотна М. Чортків. Тюрма. 1941 [Текст]: про злочини в Чорткові на Тернопільщині в 1941 році / Потикевич-Заболотна М. // Вільне життя. — 2006. — 10 черв. — С. 3.
- Потикевич-Заболотна, М. Нам дуже треба жити [Текст] / М. Потикевич-Заболотна,. — Тернопіль : Лілея, 1996. — 136 с.
- Потикевич-Заболотна, М. Нам дуже треба жити [Текст] : спогади, вірші-пісні медсестри УПА і політв’язня / М. Потикевич-Заболотна. — Тернопіль : Лілея, 1996. — 136 c. — (Молоді про історію рідного краю).
- Потикевич-Заболотна, М. Нескорена пісня [Текст] : пісні медсестри УПА і політв’язня / М. Потикевич-Заболотна. — Тернопіль : Лілея, 1997. — 52 c.
- Потикевич-Заболотна, М. Спомин з глибини літ [Текст] : [про події 1933 р. в с. Оришківці, що на Гусятинщині, збір зерна для голодуючих] / М. Потикевич-Заболотна // Голос народу. — 2006. — 24 листоп[7].

## Вшанування пам'яті
1 травня 2024 року відбулося спецпогашення конверта з маркою, присвячених столітньому ювілею М.Потикевич-Заболотної, випущеної «Козацькою поштою» (м. Львів) в рамках проєкту «Пластова пошта Станиці Чортків»,